# Johann Gottfried Hildebrandt
Johann Gottfried Hildebrandt (* 1724 in Störmthal oder Liebertwolkwitz; † 7. November 1775 in Dresden) war ein deutscher Orgelbauer.

## Leben und Werk
Der Sohn des bedeutenden Orgelbauers Zacharias Hildebrandt war ebenfalls sächsischer Orgelbauer in der zweiten Hälfte des 18. Jahrhunderts. Er erlernte den Orgelbau in der väterlichen Werkstatt sowie bei Joachim Wagner. Er war Mitarbeiter bei den Orgelneubauten seines Vaters in Naumburg und Goldbach. 1750–1753 war er Geselle bei Gottfried Silbermann und war nach dessen Tod an der Vollendung der Orgel in der Katholischen Hofkirche beteiligt. Am 26. Februar 1754 heiratete er in Leipzig Johanna Regina Hartmann und ist seit dem Jahr als selbstständiger Orgelbauer nachweisbar. Der Vertrag zum Neubau der Orgel der Dresdner Dreikönigskirche wurde am 15. Juni 1754 mit Vater und Sohn geschlossen und ihnen ein Quartier in der Neustadt zugewiesen. Nach dem Tod seines Vaters vollendete Johann Gottfried Hildebrandt das Projekt, das am 6. im Dezember 1757 von Gottfried August Homilius abgenommen wurde, und führte die Werkstatt fort.
In den 1760er Jahren wirkte er in Hamburg, wo er in der Michaeliskirche sein größtes Werk mit 60 Registern auf drei Manualen und Pedal in zwei Bauabschnitten errichtete, das von den Zeitgenossen als eine der besten deutschen Orgeln gerühmt wurde. 1767 erstellte er ein Gutachten für die Sonnenorgel in Göritz und 1769 ein Gutachten für die beschädigte Silbermann-Orgel der Dresdner Frauenkirche, um anschließend wieder nach Hamburg zurückzukehren und das fehlende Brustwerk fertigzustellen. 1770 zog er wieder nach Dresden und wurde am 26. November 1771 als Nachfolger von Tobias Schramm  zum „privilegierten Hof- und Landorgelbauer“ ernannt. Hildebrandt starb kurz nach Vollendung der Orgel in Sorau. Johann Ferdinand Hüsemann und Johann Friedrich Treubluth waren seine Schüler. Treubluth wurde Hildebrandts Nachfolger als kurfürstlicher Hoforgelmacher.

## Werkliste
| Jahr      | Ort      | Kirche                 | Bild | Manuale | Register | Bemerkungen                                                                      |
| --------- | -------- | ---------------------- | ---- | ------- | -------- | -------------------------------------------------------------------------------- |
| 1743–1746 | Naumburg | Stadtkirche St. Wenzel |      | III/P   | 53       | Neubau; Geselle bei seinem Vater → Orgel                                         |
| 1750–1755 | Dresden  | Katholische Hofkirche  |      | III/P   | 47       | nach Tod von Gottfried Silbermann von dessen Mitarbeitern und Schülern vollendet |
| 1756      | Goldbach | Marienkirche           |      | I/P     | 10       | Neubau; Mitarbeit bei seinem Vater; 1908 eingreifend umgebaut                    |
| 1754–1757 | Dresden  | Dreikönigskirche       |      | II/P    | 38       | Neubau zusammen mit seinem Vater; 1945 zerstört → Orgel → Orgel                  |
| 1762–1769 | Hamburg  | Michaeliskirche        |      | III/P   | 60       | seine größte Orgel; 1906 verbrannt                                               |
| 1773–1775 | Sorau    | Stadtkirche            |      | III/P   | 37       | Neubau; 1913 weitgehend durch Sauer ersetzt, 1945 zerstört                       |